# Wode Maya
贝特霍尔德·科比·温克勒·阿空（英語：Berthold Kobby Winkler Ackon，1990年11月8日—），网名Wode Maya，是加纳YouTuber、视频博主、网络红人和前航空工程师。“Wode Maya”即为中文“我的妈呀”的拼音。
2017年，他拍摄的一部名为“Black In China || Problems Black People Face In China”的视频在网络上疯传，其中在公共汽车上拍摄的一段镜头显示他旁边的座位空着，其他乘客因为他的肤色而站着。2021年，他被称为非洲最具影响力的YouTuber之一。

## 经历
他来自加纳西部Kofikrom地区的Ahekofi，曾就读于北京语言大学和沈阳航空航天大学。
当他还是一名学生的时候就开始发布自己在中国创作的视频，后来还辞去了航空工程师的工作。
2021年12月，他创办了自己的房地产公司，并已在位于大阿克拉地区的East Legon开始建设房地产。

## 个人生活
他的女友是肯尼亚人Miss Trudy，她也是一名YouTuber。

## 慈善事业
在受到Kwahu地区一名男子的启发后，他捐赠了约1万美元用于将垃圾场改造成公园。
2021年，他帮忙筹集了约1万美元用以满足100名儿童的教育需求。他声称这不仅仅是一种捐赠，并呼吁其他人采取这种行动。